# Obadija
Sveti Obadija (hebr. Ōbadjāh, značenje "sluga Jahvin"), starozavjetni prorok i pisac najkraće biblijske knjige.

## Životopis
Prema jednim izvorima djelovao je u 9. stoljeću pr. Kr., u doba judejskog kralja Jorama (848. – 851.), a prema drugim živio je u 5. stoljeću pr. Kr., u vrijeme razaranja Jeruzalema (587.). Nakon pada Jeruzalema Edomci su zauzeli južni dio Judeje, što je izazvalo negodovanje i proročke napade. Obadija naviješta propast Edoma, što se i dogodilo 312. Prema predaji pokopan je u palestinskom selu Sebastiji, na istom mjestu gdje su pokopani prorok Elizej i sveti Ivan Krstitelj.